# 교정공제회
교정공제회(矯正共濟會, Correctional Mutual Aid Association ; CMAA)는 대한민국 교정공무원에 대한 효율적인 공제제도를 확립함으로써 이들의 생활안정과 복지증진에 이바지하기 위하여 설립된 특수법인이다. 서울특별시 서초구 남부순환로 2441 교정회관 내에 있다.

## 설립 근거
- 교정공제회법[4]

## 연혁
- 1979년 4월 16일 교정복지장학재단 설립
- 1980년 9월 16일 재단법인 교도관복지회 설립
- 1983년 4월 12일 교정복지장학재단을 교도관복지회로 통합
- 1988년 3월 8일 재단법인 교정협회로 명칭 변경
- 2015년 10월 8일 교정협회를 교정공제회로 전환

## 조직

### 이사회
- 대의원회
- 운영위원회

## 자회사
- (주)해와달

## 같이 보기
- 대한민국재향교정동우회